# Puls (Getreidebrei)
Die Puls ist ein zumeist aus Dinkel oder Emmer hergestellter Getreidebrei. Im antiken Rom war er das Grundnahrungsmittel der Bevölkerung und besaß religiöse Bedeutung.
In späterer Zeit nahm die Bedeutung von Puls gegenüber Brot ab. Als heutiger Nachfolger können die Polenta sowie diverse auf farro (Emmer) basierende Gerichte der italienischen Küche angesehen werden.
Für die Herstellung von Puls wird ein Teil Dinkel oder Emmer vermischt mit zwei Teilen Wasser zunächst eingeweicht, dann gekocht, bis er weich wird, und anschließend nach Belieben gesalzen. Der Brei kann mit nahezu beliebigen Zutaten verfeinert werden, z. B. Käse, Eiern, Kräutern, Butter, Fleisch, Zwiebeln oder süß mit Honig.